# 9 Pułk Ułanów Małopolskich (PSZ)
9 Pułk Ułanów Małopolskich (9 puł) – pułk rozpoznawczy Polskich Sił Zbrojnych.
Pułk odtworzony został w 1940 jako 3 oddział rozpoznawczy 3 Dywizji Piechoty. Od 1944 oddział był rozpoznawczym pułkiem samochodów pancernych Dywizji Grenadierów Pancernych, a następnie 4 Dywizji Piechoty. W tym 1947 został rozformowany.

## Formowanie i zmiany organizacyjne

### We Francji w 1940 roku
Po klęsce wrześniowej, jesienią 1939 roku rtm./mjr Hugo Kornberger rozpoczął zbieranie w jednym oddziale przybywających do Francji kawalerzystów. Organizacja odbywała się na bazie szwadronu zapasowego 9 pułku ze Stanisławowa, który w całości ewakuowany został do Francji. Naczelny Wódz generał Władysław Sikorski zaakceptował propozycję mjra Kornbergera, aby formowany 3 oddział rozpoznawczy przejął tradycje 9 pułku ułanów Małopolskich. Oddział formował się w Bretanii, w rejonie miejscowości Loyat.

### W Wielkiej Brytanii 1940–1947
Po klęsce Francji w 1940 roku oddział ewakuowany został do Wielkiej Brytanii. Od lipca 1940 roku z większości żołnierzy dawnego 3 Oddziału Rozpoznawczego utworzono Oddział Rozpoznawczy 1 Brygady Strzelców 1 Korpusu Polskiego. Jego dowództwo objął 1 lipca ppłk dypl. Ziemowit Grabowski. 31 sierpnia oddział otrzymał sztandar ufundowany przez mieszkańców Glasgow. We wrześniu dowództwo nad oddziałem przejął ppłk Eugeniusz Święcicki. W związku z objęciem obrony wybrzeża dyslokowany został do miejscowości Ceres w hrabstwie Fife. Od wiosny do jesieni 1941 roku oddział został całkowicie zmotoryzowany i wyposażony w transportery opancerzone Carrier i motocykle. Zmniejszono stan liczebny żołnierzy o 90 przekazanych do innych jednostek. Jesienią 1941 roku dowództwo objął mjr dypl. Kazimierz Buterlewicz. Na początku 1942 roku 1 oddział rozpoznawczy został niemalże skadrowany liczył 131 żołnierzy. W lipcu nowym dowódcą został mjr Emil Słatyński. W grudniu 1942 oddział przeniesiono do Bridge of Allan. W związku z decyzją o rozwinięciu 1 Dywizji Pancernej oddział oddał kolejnych żołnierzy do jej składu, podobnie jak jego macierzysta Dywizja Grenadierów. 6 października 1943 roku otrzymał nazwę 2 Pułku Rozpoznawczego 2 Kadrowej Dywizji Grenadierów. Przez cały okres reorganizacji wojsk polskich stacjonujących w Szkocji, oddział rozpoznawczy utrzymywał barwy i tradycje pułku. 8 (20)stycznia 1944 2 pułk rozpoznawczy z Dywizji Grenadierów Pancernych przemianowano na 9 pułk Ułanów Małopolskich. Obok posiadanych transporterów Carrier i czołgów początkowo Covenanter, a następnie Crusader w lipcu 1944 roku otrzymał 6 czołgów Cromwell IV i V. Od lata 1944 roku ułanów małopolskich podporządkowano 16 Brygadzie Pancernej. Od września pułk zaczął powiększać swój stan osobowy o Polaków poborowych i ochotników z Francji oraz o Polaków byłych jeńców z armii niemieckiej. W pułku jak i w Centrum Wyszkolenia Pancernego i Technicznego szkolono załogi czołgów Cromwell. Na mocy rozkazu Szefa Sztabu NW gen. dyw. Stanisława Kopańskiego z dnia 5 lutego 1945 roku wydzielono z szeregów pułku przeszkolonych żołnierzy na czołgach Cromwell w liczbie ok. 1/3 stanu osobowego wraz z czołgami i z nich stworzono zalążek nowego pułku pancernego 16 Samodzielnej Brygady Pancernej, od 5 marca noszącego nazwę 5 pułk pancerny. 9 Pułk Ułanów Małopolskich wydzielono z 16 Brygady i przydzielono jako pułk rozpoznawczy w/g etatu WE II/251/2 do 4 Dywizji Piechoty. W styczniu 1945 pułk przeniesiono do nowo formowanej 4 Dywizji Piechoty jako jej pułk rozpoznawczy, a na wyposażenie otrzymał samochody pancerne Humber Mk. III, rozpoznawcze LRC Humber oraz nowoczesne samochody pancerne Staghound. Posiadał także transportery Universal Carrier oraz Loyd Carrier z przeciwpancernymi armatami 6-funtowymi. W czerwcu 1945 roku pułk osiągnął pełny stan etatowy żołnierzy i ukomletowania broni i sprzętu, wcielając również ok. 300 żołnierzy z rozwiązanego 1 Pułku Szwoleżerów. Po przeprowadzeniu częściowej demobilizacji i repatriacji w kwietniu 1947 roku zakończył swoją działalność.
Odtworzony w 1944 roku w Szkocji pułk otrzymał sztandar ufundowany i ofiarowany przez społeczeństwo miasta Glasgow.
Koło Pułkowe zostało założone w Szkocji w 1946 roku. Pamiątki pułkowe złożono w Muzeum Wojska Polskiego w Banknock. Poza biuletynami Koło Pułkowe wydało szereg pozycji bibliograficznych i graficznych.
W 1966 roku Kapituła Orderu Virtuti Militari potwierdziła nadanie odznaczenia po zakończeniu obrony Warszawy w 1939 roku. Dekretem z dnia 11 listopada 1966 roku, Kanclerz Kapituły gen. Władysław Anders w uznaniu czynów niezwykłego męstwa w okresie II wojny światowej 1939–1945 ostatecznie zatwierdził nadanie pułkowi Krzyża Srebrnego Orderu Wojennego Virtuti Militari.
Skład etatowy
- dowództwo
- szwadron dowodzenia
  - pluton moździerzy

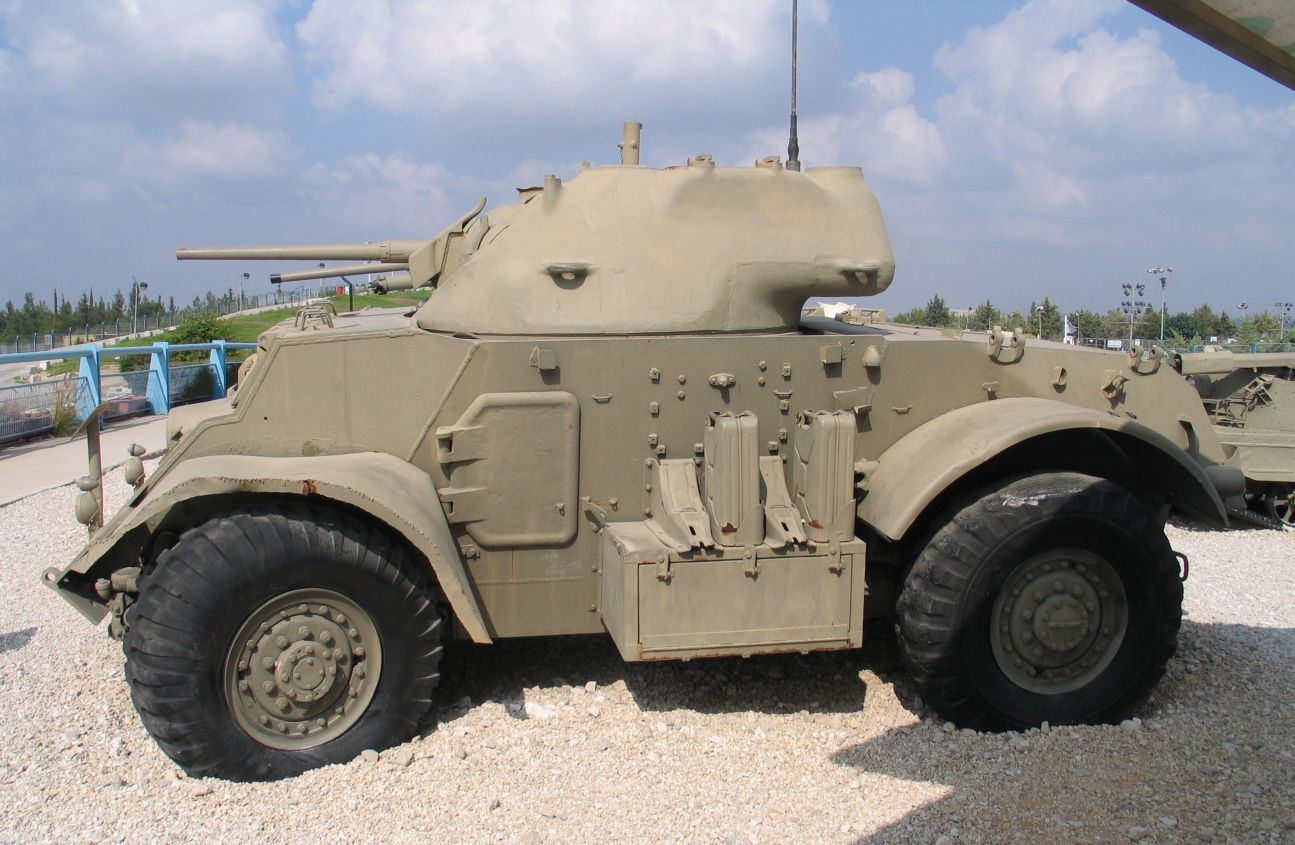
Samochód pancerny pułku – Staghound

  - pluton armat przeciwpancernych na carrierach,
  - pluton łączności,
  - czołówka naprawcza
- trzy szwadrony liniowe
  - trzy plutony samochodów pancernych
  - pluton strzelecki na carrierach

Sprzęt
- samochodów pancernych staghound – 28
- lekkie samochody pancerne – 22

Stan osobowy :
- oficerów – 44
- ułanów pancernych- 808

## „Małopolscy ułani”
Dowódcy pułku/oddziału
- rtm. Hugo Kornberger (1940)
- mjr Włodzimierz Łączyński (1940)
- rtm. Hugo Kornberger (1940)
- ppłk dypl. Ziemowit Grabowski (1 VII – 8 IX 1940[8])
- ppłk dypl. Eugeniusz Święcicki (9 IX 1940 – 17 X 1941[8])
- mjr Kazimierz Buterlewicz (18 X 1941 – 29 VIII 1942[8])
- ppłk Emil Słatyński (30 VIII 1942 – 5 VI 1946[8])
- ppłk Stefan Tomaszewski (6 VI 1946 – 10 VII 1947[8])

Obsada dowódcza pułku na dzień 8 maja 1945
- dowódca pułku ppłk Emil Słatyński
- zastępca dowódcy pułku – rtm. Władysław Garapich
- kwatermistrz – mjr Stanisław Glasser
- adiutant pułku – por. Tadeusz Zawadzki
- oficer techniczny – rtm. Bogusław Wałecki
- dowódca 1 szwadronu – por. Zdzisław Sas–Biliński
  - zastępca dowódcy szwadronu – por. Kazimierz Bielecki
- dowódca 2 szwadronu – por. Olgierd Kiersnowski
  - zastępca dowódcy szwadronu – por. Janusz Wiązowski
- dowódca 3 szwadronu – por. Michał Zając
  - zastępca dowódcy szwadronu – por. Tadeusz Kasprzycki
- dowódca szwadronu dowodzenia – por. Zygmunt Majewski
  - zastępca dowódcy szwadronu – por. Zbigniew Przybysławski